# Aleksandr Stierligow
Aleksandr Nikołajewicz Stierligow (ur. 20 października 1943 w obwodzie tulskim), polityk i generał-major.
Absolwent Moskiewskiego Instytutu Drogowego i Wyższej Szkoły KGB w Mińsku. Od 1990 do 1991 szef administracji rządu RFSRR. W 1991 doradca wiceprezydenta Aleksandra Ruckoja ds. przygotowania reform w organach bezpieczeństwa. W listopadzie 1991 został zwolniony z organów KGB i przeszedł na emeryturę. Od lutego 1992 był jednym z przewodniczących ruchu "Oficery za Wozrożdienije Otieczestwa". Od 1992 do 1993 jeden z przewodniczących dumy "Ruskogo Nacyonalnogo Sobora".